# サロン・ド・キノコ〜実況録音盤
『サロン・ド・キノコ〜実況録音盤』（さろん・ど・きのこ じっきょうろくおんばん）は、キノコホテルのインディーズ・アルバム。

## 解説
CD+DVDの2枚組で、元々はキノコホテルの実演会（ライブ）会場でのみの限定発売だった。DISC1には楽曲8曲、DISC2にはライブ映像として3曲を収録。2013年には紙ジャケット仕様にて再発された。

## 収録曲
全作詞・作曲：マリアンヌ東雲（特記除く）

### DISC 1(CD)
1. 静かな森で
2. 恋の爆弾
3. 恋のタッチ・アンド・ゴー
4. 恋はふりむかない
作詞：阿久悠、作曲：三木たかし
1969年発売のリンガーズ（後の山岸英樹とサムソナイツ）のデビュー曲のカバー。後にスタジオ録音の音源がミニアルバム『マリアンヌの休日』に収録された。
5. あたしのスナイパー
6. 人魚の恋
7. 夜の花びら
8. キノコホテル唱歌

### DISC 2(DVD)
1. ネオンの泪
2. 夕焼けがしっている
3. もえつきたいの